# 2006 FIFAワールドカップ・予選
2006 FIFAワールドカップの予選には、205のFIFA加盟国のうちジブチ、プエルトリコ、ブータン、ブルネイ、カンボジア、フィリピン、コモロ、ミャンマー（除外処分）を除く197の国・地域がエントリー（開催国ドイツを含む）し、その後グアム、ネパール、中央アフリカが棄権し194の国・地域が参加した。
1次予選の組み合わせ抽選は2003年12月5日にドイツのフランクフルトで行われ、2004年1月から各地で1次予選が始まり、2005年11月に出場32か国が出揃った。
前回大会（2002年の日韓大会）までは、大会開催国（日韓大会では日本と韓国）及び、前回大会優勝国（日韓大会では1998年のフランス大会のフランス）に予選免除の特別出場枠が与えられていたが、予選免除に伴うデメリットの懸念や予選枠拡大を理由として、今大会からは前回大会優勝国の予選免除出場枠が廃止となった。このため、前回大会（2002年日韓大会）優勝国ブラジルも予選から参加することとなった。
また、今大会の予選で勝ち点が並んだ場合は得失点差ではなく、当該チームの直接対決で上回ったほうが上位になることになった。これが適用されたのがアフリカ予選グループ4で、アンゴラとナイジェリアが勝ち点が並び、得失点差はナイジェリアの方が上回っていたが、直接対決がアンゴラの1勝1分だったため、アンゴラが本大会出場権を獲得した。
当初は36チームへの拡大も検討されたが、財政や健康面の問題などで頓挫した。また、当初あったオセアニアへの1枠も返上された。

## 出場枠
|               | 欧州 (UEFA) | 南米 (CONMEBOL) | 北中米カリブ海 (CONCACAF) | アフリカ (CAF) | アジア (AFC) | オセアニア (OFC) | 合計 |
| 本大会 出場枠 | 14          | 4.5             | 3.5                       | 5              | 4.5          | 0.5              | 32   |

## 各大陸予選

### ヨーロッパ予選
UEFA出場枠 : 13 + ドイツ（開催国）
1. 51の国および地域が参加。8組（7チームの組が3つ、6チームの組が5つ）に分かれ、ホーム・アンド・アウェー方式の総当りリーグ戦で争う。各組の1位および、2位のうち勝ち点の多い2チームが（ワイルドカードとして）本大会に出場。なお7チームの組では最下位チームとの対戦成績は考慮されず、最下位チームを除いた残り5チームとの対戦成績で計算される。
2. 各組の2位のうち残りの6チームはホーム・アンド・アウェー方式のプレーオフにまわり、勝った国が本大会に出場。

- 予選突破チーム

グループ1 - オランダ
グループ2 - ウクライナ
グループ3 - ポルトガル
グループ4 - フランス
グループ5 - イタリア
グループ6 - イングランド
グループ7 - セルビア・モンテネグロ
グループ8 - クロアチア
ワイルドカード - スウェーデン,ポーランド
プレーオフ - チェコ,スペイン,スイス

### 南米予選
CONMEBOL出場枠 : 4.5
組み合わせ抽選より前の2003年9月6日から開幕。
1. 10か国が参加、ホーム・アンド・アウェー方式の総当りリーグ戦で争われ、上位4か国が本大会に出場。
2. 予選5位はオセアニア予選の勝者とプレーオフを行い、勝った場合にのみ本大会に出場。

- 予選突破チーム

1位 - ブラジル
2位 - アルゼンチン
3位 - エクアドル
4位 - パラグアイ
- 大陸間プレーオフ進出チーム

5位 - ウルグアイ

### 北中米カリブ海予選
CONCACAF出場枠 : 3.5
1. 1次予選は、参加した34の国と地域のうち、20チームが10組に分れ対戦。勝者10チームと残り14チームの計24チームが12組に分かれて対戦し、勝者12チームが2次予選進出。
2. 2次予選は、1次予選を勝ち上がった12チームが3組に分れ1回総当りリーグ戦で争われ、各組上位2チームの計6チームが最終予選に進出。
3. 最終予選は、2次予選を勝ち上がった6チームがホーム・アンド・アウェー方式の総当りリーグ戦で争い、上位3チームが本大会出場。
4. 最終予選4位はアジア予選5位とプレーオフを行い、勝った場合にのみ本大会に出場。

- 予選突破チーム

1位 - アメリカ
2位 - メキシコ
3位 - コスタリカ
- 大陸間プレーオフ進出チーム

4位 - トリニダード・トバゴ

### アフリカ予選
CAF出場枠 : 5
1. 1次予選は、参加51か国のうち、42か国が2003年10月から11月にかけてホーム・アンド・アウェー方式で争い、勝者が最終予選に進出。
2. 最終予選は、1次予選で勝ちあがった21か国と、免除された9か国（2002年大会出場5か国と、2003年6月25日発表FIFAランキングの上記5か国を除いた上位4か国のモロッコ・エジプト・コートジボワール・コンゴ民主共和国）を合わせた30か国が6か国ずつ5組に分かれて行い、各組1位が本大会出場。

- 予選突破チーム

グループ1 - トーゴ
グループ2 - ガーナ
グループ3 - コートジボワール
グループ4 - アンゴラ
グループ5 - チュニジア

### アジア予選
AFC出場枠 : 4.5
1. 予選に参加した39の国と地域のうち、2003年10月22日発表のFIFAランキング下位14の国と地域が、2003年11月下旬から12月初旬にかけてホーム・アンド・アウェー方式の予備予選を行い、勝った7チームが1次予選進出。
2. 1次予選は、予備予選で勝ちあがった7チームに加え、FIFAランキング上位25の国とを加えた32チームが4チームずつの8組に分かれて行い、上位1位が最終予選に進出。
3. 最終予選は、1次予選で勝ちあがった8チームが4チームずつのA組・B組の2組に分かれて行い、両組2位までが本大会に出場。
4. 最終予選両組の3位はホーム・アンド・アウェー方式の5位決定戦を行う。勝者は北中米カリブ海予選4位とプレーオフを行い、勝った場合にのみ本大会に出場。

- 予選突破チーム

グループA - 1位：サウジアラビア , 2位：韓国
グループB - 1位：日本 , 2位：イラン
- 大陸間プレーオフ進出チーム

グループB・3位 - バーレーン

### オセアニア予選
OFC出場枠 : 0.5
1. 1次予選は、オーストラリアとニュージーランドを除く10の国と地域が5チームずつの2組に分かれて行い、各組上位2チームが2次予選に進出。
2. 2次予選は、1次予選を勝ち上がった4チームにオーストラリアとニュージーランドを加えて行い、上位2チームがオセアニア首位決定戦に進出。
3. オセアニア首位決定戦（最終予選）は、ホーム・アンド・アウェー方式で争う。勝者は南米予選5位とプレーオフを行い、勝った場合にのみ本大会に出場。

- 大陸間プレーオフ進出チーム

1位 - オーストラリア

## 大陸間プレーオフ
大陸間プレーオフはホーム・アンド・アウェー方式で行ない、勝ち点の多いチームが本大会へ出場する。勝ち点が同数の場合総得点で、総得点も同数の場合アウェーゴールの数で決める。

### CONMEBOL/OFC
| 2005年11月12日 |

| ウルグアイ         | 1 - 0 | オーストラリア |
| D. ロドリゲス 37分 |       |                |

| エスタディオ・センテナリオ（モンテビデオ） |

| 2005年11月16日 |

| オーストラリア                                       | 1 - 0 (延長) | ウルグアイ                                   |
| ブレッシアーノ 35分                                  |              |                                              |
|                                                      | PK戦         |                                              |
| キューウェル ニール ヴィドマー ヴィドゥカ アロイージ | 4 - 2        | D. ロドリゲス バレラ エストヤノフ サラジェタ |

| スタジアム・オーストラリア（シドニー） |

オーストラリアが出場権を獲得。

### CONCACAF/AFC
| 2005年11月12日 |

| トリニダード・トバゴ | 1 - 1 | バーレーン |
| C. バーチャル 76分   |       | イサ 72分  |

| ヘイズリー・クロフォード・スタジアム（ポートオブスペイン） |

| 2005年11月16日 |

| バーレーン | 0 - 1 | トリニダード・トバゴ |
|            |       | ローレンス 49分      |

| バーレーン・ナショナル・スタジアム（リファー） |

トリニダード・トバゴが出場権を獲得。

## 本大会出場チーム

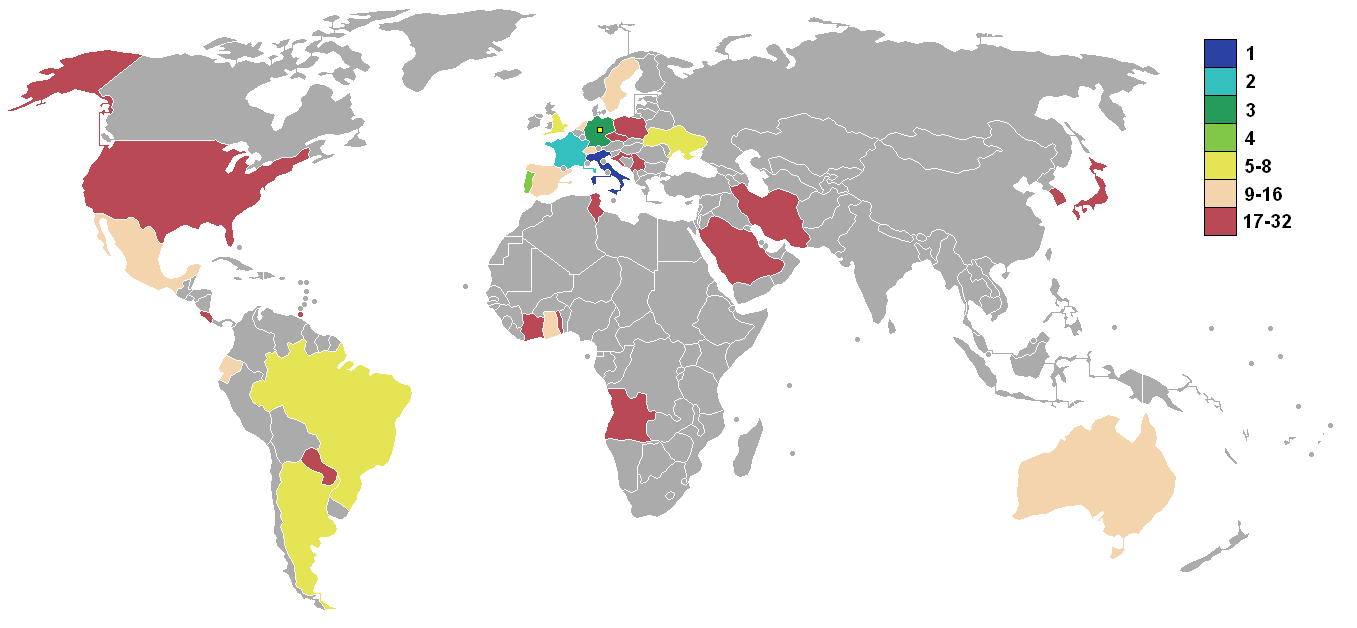
2006 FIFAワールドカップの出場チーム

| チーム                 | 出場回数 | 連続出場回数 | 前回出場年 |
| ---------------------- | -------- | ------------ | ---------- |
| アンゴラ               | 1        | 1            | -          |
| アルゼンチン           | 14       | 9            | 2002       |
| オーストラリア         | 2        | 1            | 1974       |
| ブラジル               | 18       | 18           | 2002       |
| コスタリカ             | 3        | 2            | 2002       |
| コートジボワール       | 1        | 1            | -          |
| クロアチア             | 3        | 3            | 2002       |
| チェコ                 | 9        | 1            | 1990       |
| エクアドル             | 2        | 2            | 2002       |
| イングランド           | 12       | 3            | 2002       |
| フランス               | 12       | 3            | 2002       |
| ドイツ                 | 16       | 14           | 2002       |
| ガーナ                 | 1        | 1            | -          |
| イラン                 | 3        | 1            | 1998       |
| イタリア               | 16       | 12           | 2002       |
| 日本                   | 3        | 3            | 2002       |
| 韓国                   | 7        | 6            | 2002       |
| メキシコ               | 13       | 4            | 2002       |
| オランダ               | 8        | 1            | 1998       |
| パラグアイ             | 7        | 3            | 2002       |
| ポーランド             | 7        | 2            | 2002       |
| ポルトガル             | 4        | 2            | 2002       |
| サウジアラビア         | 4        | 4            | 2002       |
| セルビア・モンテネグロ | 10       | 1            | 1998       |
| スペイン               | 12       | 8            | 2002       |
| スウェーデン           | 11       | 2            | 2002       |
| スイス                 | 8        | 1            | 1994       |
| トーゴ                 | 1        | 1            | -          |
| トリニダード・トバゴ   | 1        | 1            | -          |
| チュニジア             | 4        | 3            | 2002       |
| ウクライナ             | 1        | 1            | -          |
| アメリカ合衆国         | 8        | 5            | 2002       |